# 폴 블레이
하이먼 폴 블레이(Hyman Paul Bley, 1932년 11월 10일 ~ 2016년 1월 3일)는 	캐나다의 모던 재즈 피아니스트이다. 1964년 유명한 재즈의 10월 혁명에 참가했으며 재즈 작곡가 길드의 창립 회원이 되었다. 자유롭게 즉흥연주를 하는 동안 멜로디와 스페이스를 독창적으로 구사할 수 있다. 그리고 그는 2006년 재즈 전문지 〈올 어바웃 재즈〉와 인터뷰에서 "다른 누군가와 비슷한 소리를 내놓는다면 연주를 하지 않을 것"이라고 말했다.

## 생애
폴 블레이는 1932년 11월 10일 캐나다 퀘백 주 몬트리올에서 태어나 5세 때 바이올린 연주회를 가졌으며, 2년 뒤 피아노를 배우기 시작했다. 그후 블레이는 모던 재즈의 가장 위대한 피아니스트가 되었다.
1950∼1952년 줄리아드 학교에 다녔고, 1953년에는 캐나다 텔레비전 쇼에서 찰리 파커와 함께 연주했다. 1953년 찰스 밍거스의 데뷔 레코드를 취입한 뒤 그들은 뉴욕으로 왔다. 재키 매클린의 5중주단과 잠깐 활동한 뒤 로스앤젤레스로 활동무대를 옮겨 쳇 베이커와 연주했고 이어 1958년에는 오넷 콜먼, 돈 체리, 찰리 헤이든 등과 같은 연주자들과 함께 연주했다.
그후 뉴욕으로 돌아와 찰스 밍거스, 돈 엘리스 등과 함께 연주하고 레코드도 취입했으며 자신의 3중주단을 이끈 뒤 1963년에는 소니 롤린스의 그룹과 어울렸다.
1964년 유명한 재즈의 10월 혁명에 참가했으며 재즈 작곡가 길드의 창립 회원이 되었다. 몇 년간 전자 악기로 실험을 거듭한 그의 모험적이고 사려 깊은 연주는 다른 누구와 비교될 수 없는 음향을 자아낸다는 평을 들었다. 자유롭게 즉흥연주를 하는 동안 멜로디와 스페이스를 독창적으로 구사할 수 있는 뛰어난 연주자이다.
게리 피콕, 폴 모티앤, 지미 주프레, 스티브 스왈로우 등의 연주가들과 연주여행을 하고, 제인 버넷, 존 볼랜타인, 조디 맥도널드, 허비 스패니어, 소니 그린위치 등의 신세대 음악가들과 함께 리코딩도 했다.
1970년대에는 두 번째 아내인 캐롤 고스와 함께 음반회사를 설립하고 자신의 첫번째 뮤직비디오를 찍었다.
직·간접적으로 100개 이상의 앨범을 발표한 그는 2008년 캐나다 훈장을 받기도 했다.
블레이는 자신만의 음색을 찾기 위해 도전을 마다하지 않으며, 독창적 멜로디를 구사하는 음악가라는 평을 받았다.
그리고 그는 2016년 1월 3일 미국 플로리다주 스튜어트에 있는 자택에서 83세의 나이로 숨을 거두었다.